# Кукеев, Жамбыл Мухитович
Жамбы́л Мухи́тович Куке́ев (каз. Жамбыл Мұхитұлы Көкеев; род. 20 сентября 1988, Алма-Ата) — казахстанский футболист, полузащитник.

## Карьера

### Клубная
Выступал в клубах Первой лиги. Но вскоре его взяли в молодёжную сборную Казахстана. Первая профессиональная команда была футбольный клуб «Астана». В 2006 году стал чемпионом Казахстана. Затем он играл в «Алма-Ате». Где стал финалистом Кубка Казахстана.
Был на просмотрах в таких клубах как «Баку», «Нефтчи», «Буджаспор» и «Шальке 04».
С 2008 года стал игроком «Локомотива» из Астаны. В сезоне 2009 года у Жамбыла случился конфликт с Сергеем Юраном. Кукеев был переведён в дубль команды. В 2010 году случилась отставка главного тренера Сергея Юрана, клуб возглавил Хольгер Фах, под чьим руководством Кукеев в стартовом составе вышел 4 раза за сезон, а затем был обратно сослан в дубль за нарушение дисциплины.
Зимой 2011 года Кукеев подписал контракт с карагандинским «Шахтёром». В первом же сезоне в Караганде он стал основным игроком и одним из лидеров команды. Дошёл с командой до второго квалификационного раунда Лиги Европы и стал чемпионом Казахстана. Через год с командой защитили титул чемпиона, а сам Жамбыл признан болельщиками лучшим игроком «Шахтёра».

### В сборной
В сборной дебютировал в матче со сборной Иордании. Жамбыл является самым молодым игроком, дебютировавшим в составе национальной сборной в возрасте 17 лет 4 месяцев и 25 дней. Свой первый гол забил на «Уэмбли» сборной Англии. Кукеев — первый футболист из СНГ, забивший на «Уэмбли» сборной Англии.

## Достижения

### Командные
«Железнодорожник» (Алма-Ата)
- Бронзовый призёр конференции «Юго-Запад» первой лиги Казахстана: 2005

 «Астана»
- Чемпион Казахстана: 2006
- Финалист Кубка Казахстана: 2006

 «Алма-Ата»
- Финалист Кубка Казахстана: 2008

 «Локомотив» (Астана)
- Вице-чемпион Казахстана: 2009
- Обладатель Кубка Казахстана: 2010

 «Шахтёр» (Караганда)
- Чемпион Казахстана (2): 2011, 2012
- Обладатель Суперкубка Казахстана: 2013

 «Кайрат»
- Бронзовый призёр чемпионата Казахстана: 2013, 2014
- Обладатель Кубка Казахстана: 2014

 Сборная Казахстана
- Обладатель Кубка Алма-ТВ: 2007

### Личные
- Открытие года чемпионата РК: 2008
- Лучший молодой игрок Казахстана: 2008
- В списке 33 лучших футболистов казахстанской Премьер-Лиги (3): № 1 (2008, 2011[13], 2012)
- Лучший футболист Казахстана по версии Sportinfo.kz: 2011
- Лучший ассистент чемпионата Казахстана: 2012

## Статистика

### Клубная
| Клуб                       | Сезон            | Лига             | Лига  | Лига | Кубки  | Кубки | Кубки | Конт. турниры | Конт. турниры | Конт. турниры | Прочие | Прочие | Прочие | Всего | Всего |
| Клуб                       | Сезон            | Сорев.           | Матчи | Голы | Сорев. | Матчи | Голы  | Сорев.        | Матчи         | Голы          | Сорев. | Матчи  | Голы   | Матчи | Голы  |
| -------------------------- | ---------------- | ---------------- | ----- | ---- | ------ | ----- | ----- | ------------- | ------------- | ------------- | ------ | ------ | ------ | ----- | ----- |
| Железнодорожник (Алма-Ата) | 2005             | ПЛК              | 20    | 4    | КК     | 2     | 1     | -             | -             | -             | -      | -      | -      | 22    | 5     |
| Железнодорожник (Алма-Ата) | Всего            | Всего            | 20    | 4    |        | 2     | 1     |               | -             | -             |        | -      | -      | 22    | 5     |
| Астана                     | 2006             | ЧК               | 27    | 3    | КК     | 6     | 0     | -             | -             | -             | -      | -      | -      | 33    | 3     |
| Астана                     | 2007             | ЧК               | 26    | 0    | КК     | 2     | 0     | ЛЧ            | 3             | 0             | -      | -      | -      | 31    | 0     |
| Астана                     | Всего            | Всего            | 53    | 3    |        | 8     | 0     |               | 3             | 0             |        | -      | -      | 64    | 3     |
| Алма-Ата                   | 2008             | ЧК               | 26    | 6    | КК     | 7     | 1     | -             | -             | -             | -      | -      | -      | 33    | 7     |
| Алма-Ата                   | Всего            | Всего            | 26    | 6    |        | 7     | 1     |               | -             | -             |        | -      | -      | 33    | 7     |
| Локомотив (Астана)         | 2009             | ЧК               | 21    | 3    | КК     | 2     | 0     | -             | -             | -             | -      | -      | -      | 23    | 3     |
| Локомотив (Астана)         | 2010             | ЧК               | 18    | 1    | КК     | 1     | 0     | -             | -             | -             | -      | -      | -      | 19    | 1     |
| Локомотив (Астана)         | Всего            | Всего            | 39    | 4    |        | 3     | 0     |               | -             | -             |        | -      | -      | 42    | 4     |
| Шахтёр (Караганда)         | 2011             | ЧК               | 27    | 9    | КК     | 1     | 0     | ЛЕ            | 4             | 1             | -      | -      | -      | 32    | 10    |
| Шахтёр (Караганда)         | 2012             | ЧК               | 24    | 6    | КК     | 6     | 1     | ЛЧ            | 2             | 1             | СК     | 1      | 0      | 33    | 8     |
| Шахтёр (Караганда)         | 2013             | ЧК               | 9     | 0    | КК     | 0     | 0     | ЛЧ+ЛЕ         | 0+0           | 0+0           | СК     | 1      | 1      | 10    | 1     |
| Шахтёр (Караганда)         | Всего            | Всего            | 60    | 15   |        | 7     | 1     |               | 6             | 2             |        | 2      | 1      | 74    | 19    |
| Кайрат                     | 2013             | ЧК               | 17    | 3    | КК     | 0     | 0     | -             | -             | -             | -      | -      | -      | 17    | 3     |
| Кайрат                     | 2014             | ЧК               | 1     | 0    | КК     | 0     | 0     | ЛЕ            | 0             | 0             | -      | -      | -      | 1     | 0     |
| Кайрат                     | 2015             | ЧК               | 0     | 0    | КК     | 0     | 0     | ЛЕ            | 0             | 0             | -      | -      | -      | 0     | 0     |
| Кайрат                     | Всего            | Всего            | 18    | 3    |        | 0     | 0     |               | 0             | 0             |        | -      | -      | 18    | 3     |
| Всего за карьеру           | Всего за карьеру | Всего за карьеру | 216   | 35   |        | 27    | 3     |               | 9             | 2             |        | 2      | 1      | 254   | 41    |

### Международная

#### Матчи и голы за сборную
| Матчи и голы Жамбыла Кукеева за сборную Казахстана | Матчи и голы Жамбыла Кукеева за сборную Казахстана | Матчи и голы Жамбыла Кукеева за сборную Казахстана                | Матчи и голы Жамбыла Кукеева за сборную Казахстана | Матчи и голы Жамбыла Кукеева за сборную Казахстана | Матчи и голы Жамбыла Кукеева за сборную Казахстана | Матчи и голы Жамбыла Кукеева за сборную Казахстана |
| №                                                  | Дата                                               | Место проведения                                                  | Соперник                                           | Счёт                                               | Голы                                               | Соревнование                                       |
| -------------------------------------------------- | -------------------------------------------------- | ----------------------------------------------------------------- | -------------------------------------------------- | -------------------------------------------------- | -------------------------------------------------- | -------------------------------------------------- |
| 1                                                  | 14 февраля 2006                                    | Иордания, Амман, Международный стадион                            | Иордания                                           | 0:2                                                | —                                                  | Товарищеский матч                                  |
| 2                                                  | 24 февраля 2006                                    | Кипр, Ларнака                                                     | КНДР                                               | 0:0                                                | —                                                  | Товарищеский матч                                  |
| 3                                                  | 28 февраля 2006                                    | Кипр, Ларнака, «ГСЗ»                                              | Финляндия                                          | 0:0                                                | —                                                  | Кубок кипрской футбольной ассоциации 2006          |
| 4                                                  | 1 марта 2006                                       | Кипр, Никосия, «ГСП»                                              | Греция                                             | 0:2                                                | —                                                  | Кубок кипрской футбольной ассоциации 2006          |
| 5                                                  | 24 декабря 2006                                    | Таиланд, Бангкок, «Супхачаласай»                                  | Сингапур                                           | 0:0                                                | —                                                  | Кубок Короля 2006                                  |
| 6                                                  | 28 декабря 2006                                    | Таиланд, Бангкок, «Супхачаласай»                                  | Таиланд                                            | 2:2                                                | —                                                  | Кубок Короля 2006                                  |
| 7                                                  | 7 февраля 2007                                     | Китай, Сучжоу, «Tianhe»                                           | Китай                                              | 1:2                                                | —                                                  | Товарищеский матч                                  |
| 8                                                  | 7 марта 2007                                       | Казахстан, Шымкент, Стадион имени Кажимукана Мунайтпасова         | Кыргызстан                                         | 2:0                                                | —                                                  | Кубок Алма-ТВ                                      |
| 9                                                  | 2 июня 2007                                        | Казахстан, Алматы, Центральный стадион                            | Армения                                            | 1:2                                                | —                                                  | Отборочный матч ЧЕ-2008                            |
| 10                                                 | 23 мая 2008                                        | Россия, Москва, «Локомотив»                                       | Россия                                             | 0:6                                                | —                                                  | Товарищеский матч                                  |
| 11                                                 | 27 мая 2008                                        | Черногория, Подгорица, Стадион Под Горицом                        | Черногория                                         | 0:3                                                | —                                                  | Товарищеский матч                                  |
| 12                                                 | 11 октября 2008                                    | Англия, Лондон, «Уэмбли»                                          | Англия                                             | 1:5                                                | 1                                                  | Отборочный матч ЧМ-2010                            |
| 13                                                 | 11 февраля 2009                                    | Турция, Белек, «Мардан Палас 2»                                   | Эстония                                            | 2:0                                                | —                                                  | Товарищеский матч                                  |
| 14                                                 | 1 апреля 2009                                      | Казахстан, Алматы, Центральный стадион                            | Беларусь                                           | 1:5                                                | —                                                  | Отборочный матч ЧМ-2010                            |
| 15                                                 | 6 июня 2009                                        | Казахстан, Алматы, Центральный стадион                            | Англия                                             | 0:4                                                | —                                                  | Отборочный матч ЧМ-2010                            |
| 16                                                 | 10 июня 2009                                       | Украина, Киев, Стадион имени Лобановского                         | Украина                                            | 1:2                                                | —                                                  | Отборочный матч ЧМ-2010                            |
| 17                                                 | 9 сентября 2009                                    | Андорра, Андорра-ла-Велья, «Комуналь»                             | Андорра                                            | 3:1                                                | —                                                  | Отборочный матч ЧМ-2010                            |
| 18                                                 | 10 октября 2009                                    | Беларусь, Брест, «Брестский»                                      | Беларусь                                           | 0:4                                                | —                                                  | Отборочный матч ЧМ-2010                            |
| 19                                                 | 14 октября 2009                                    | Казахстан, Астана, «Астана Арена»                                 | Хорватия                                           | 1:2                                                | —                                                  | Отборочный матч ЧМ-2010                            |
| 20                                                 | 3 марта 2010                                       | Турция, Анталья, «Ататюрк»                                        | Молдова                                            | 0:1                                                | —                                                  | Товарищеский матч                                  |
| 21                                                 | 26 марта 2011                                      | Германия, Кайзерслаутерн, Стадион имени Фрица Вальтера            | Германия                                           | 0:4                                                | —                                                  | Отборочный матч ЧЕ-2012                            |
| 22                                                 | 10 августа 2011                                    | Казахстан, Астана, «Астана Арена»                                 | Сирия                                              | 1:1                                                | 1                                                  | Товарищеский матч                                  |
| 23                                                 | 6 сентября 2011                                    | Азербайджан, Баку, Республиканский стадион имени Тофика Бахрамова | Азербайджан                                        | 2:3                                                | —                                                  | Отборочный матч ЧЕ-2012                            |
| 24                                                 | 7 октября 2011                                     | Бельгия, Брюссель, Стадион короля Бодуэна                         | Бельгия                                            | 1:4                                                | —                                                  | Отборочный матч ЧЕ-2012                            |
| 25                                                 | 1 июня 2012                                        | Казахстан, Алматы, Центральный стадион                            | Кыргызстан                                         | 5:2                                                | —                                                  | Товарищеский матч                                  |
| 26                                                 | 6 февраля 2013                                     | Турция, Анталья, «Мардан»                                         | Молдова                                            | 3:1                                                | —                                                  | Товарищеский матч                                  |
| 27                                                 | 26 марта 2013                                      | Германия, Нюрнберг, «Изи-Кредит-Штадион»                          | Германия                                           | 1:4                                                | —                                                  | Отборочный матч ЧМ-2014                            |

Итого: 27 матчей / 2 гола; 5 побед, 4 ничьи, 18 поражении.

#### Сводная статистика игр/голов за сборную
| Сборная          | Год              | Отборочные матчи ЧМ | Отборочные матчи ЧМ | Финальные матчи ЧМ | Финальные матчи ЧМ | Отборочные матчи ЧЕ | Отборочные матчи ЧЕ | Финальные матчи ЧЕ | Финальные матчи ЧЕ | Товарищеские матчи | Товарищеские матчи | Итого | Итого |
| Сборная          | Год              | Игры                | Голы                | Игры               | Голы               | Игры                | Голы                | Игры               | Голы               | Игры               | Голы               | Игры  | Голы  |
| ---------------- | ---------------- | ------------------- | ------------------- | ------------------ | ------------------ | ------------------- | ------------------- | ------------------ | ------------------ | ------------------ | ------------------ | ----- | ----- |
| Казахстан        | 2006             | —                   | —                   | —                  | —                  | —                   | —                   | —                  | —                  | 6                  | 0                  | 6     | 0     |
| Казахстан        | 2007             | —                   | —                   | —                  | —                  | 1                   | 0                   | —                  | —                  | 2                  | 0                  | 3     | 0     |
| Казахстан        | 2008             | 1                   | 1                   | —                  | —                  | —                   | —                   | —                  | —                  | 2                  | 0                  | 3     | 1     |
| Казахстан        | 2009             | 6                   | 0                   | —                  | —                  | —                   | —                   | —                  | —                  | 1                  | 0                  | 7     | 0     |
| Казахстан        | 2010             | —                   | —                   | —                  | —                  | —                   | —                   | —                  | —                  | 1                  | 0                  | 1     | 0     |
| Казахстан        | 2011             | —                   | —                   | —                  | —                  | 3                   | 0                   | —                  | —                  | 1                  | 1                  | 4     | 1     |
| Казахстан        | 2012             | —                   | —                   | —                  | —                  | —                   | —                   | —                  | —                  | 1                  | 0                  | 1     | 0     |
| Казахстан        | 2013             | 1                   | 0                   | —                  | —                  | —                   | —                   | —                  | —                  | 1                  | 0                  | 2     | 0     |
| Всего за карьеру | Всего за карьеру | 8                   | 1                   | 0                  | 0                  | 4                   | 0                   | 0                  | 0                  | 15                 | 1                  | 27    | 2     |

## Личная жизнь
Отец Мухит играл на любительском уровне. Старший брат Жамбыла Жигер является профессиональным футболистом, младший же находится на пути в большой футбол и уже завоевывает первые награды.